# Ryszard Wyrzykowski
Ryszard Wyrzykowski, znany również jako Pan Rysio (ur. 6 marca 1945 w Łodzi, zm. 24 kwietnia 2003 tamże) – polski podróżnik, scenarzysta, operator i reżyser filmowy. Członek Stowarzyszenia Filmowców Polskich. Twórca filmów przyrodniczych, uczestnik wypraw polarnych.
Absolwent Wydziału Biologii i Nauk o Ziemi Uniwersytetu Łódzkiego. Od 1969 roku współpracował z Wytwórnią Filmów Oświatowych w Łodzi. Zrealizował ponad czterdzieści filmów przyrodniczych. Autor 307 odcinków programu telewizyjnego Klub Pana Rysia.
Spoczywa na łódzkim cmentarzu Zarzew. Jego imię nosi szkoła podstawowa w Bełdowie.

## Nagrody
- 2003: W ramach X Międzynarodowego Festiwalu Filmów Przyrodniczych w Łodzi Zespół Szkół Ogólnokształcących im. Włodzimierza Puchalskiego nr 7 w Łodzi przyznał pośmiertnie dyplom za całokształt twórczości oraz szerzenie wiedzy i miłości do przyrody[4]
- 1984: Po duże ryby Złote Żagle na FPFF w Gdyni Ludzie i morze

## Filmografia
- 2005: Magurski park narodowy – scenariusz
- 2002: Powrót łososia – reżyseria, scenariusz
- 1994: Spitsbergen - wyprawa z Hornsundu – reżyseria
- 1994: Jak tam jest - rok w Hornsundzie – reżyseria, scenariusz, zdjęcia
- 1993: Polska stacja polarna w Hornsundzie – reżyseria, scenariusz, zdjęcia
- 1988: Foki z zatoki admiralicji – reżyseria
- 1986: Polarne wyprawy Włodzimierza Puchalskiego – reżyseria, scenariusz
- 1986: Małe, Żarłoczne, pożyteczne – reżyseria
- 1985: Na zimnym kontynencie – zdjęcia
- 1984: Po duże ryby – reżyseria, zdjęcia
- 1982: Dlaczego Antarktyka – reżyseria, scenariusz, zdjęcia
- 1981: Świat Włodzimierza Puchalskiego – zdjęcia
- 1979: Lato na Wyspie Króla Jerzego – reżyseria, zdjęcia
- 1978: Kierowco pamiętaj – scenariusz
- 1976: Protokół w nim powstanie rodzina – współpraca
- 1969: Zaskroniec – współpraca

Źródło

## Filmoteka
- Klub Pana Rysia w Białowieży – fragment programu telewizyjnego z udziałem Bożeny i Jana Walencików, WFOiPE dla TVP (grudzień 1999)
- Klub Pana Rysia – Przełomy Dunajca – program telewizyjny, WFOiPE dla TVP
- Zrealizował materiał filmowy z pogrzebu Włodzimierza Puchalskiego na Wyspie Króla Jerzego. Wytwórnia Filmów Oświatowych po raz pierwszy udostępniła go w 42 rocznicę śmierci Puchalskiego (19 stycznia 2021): Pogrzeb Włodzimierza Puchalskiego – film w serwisie Facebook